# Arrondissement Saint-Pierre (Martinique)
Das Arrondissement Saint-Pierre ist eine Verwaltungseinheit des französischen Départements Martinique. Hauptort (Unterpräfektur) ist Saint-Pierre.
Es wurde zum 1. Juni 1995 aus Teilen des Arrondissements Fort-de-France gebildet.

## Einwohnerentwicklung
| 1967   | 1974   | 1982   | 1990   | 1999   | 2006   |
| ------ | ------ | ------ | ------ | ------ | ------ |
| 24.090 | 23.278 | 21.178 | 23.336 | 23.436 | 23.807 |

## Gemeinden
Die 8 Gemeinden des Arrondissements Saint-Pierre sind:
| Gemeinde                    | Einwohner 1. Januar 2022 | Fläche km² | Dichte Einw./km² | Code INSEE | Postleitzahl |
| --------------------------- | ------------------------ | ---------- | ---------------- | ---------- | ------------ |
| Bellefontaine               | 1.824                    | 11,89      | 153              | 97234      | 97222        |
| Case-Pilote                 | 4.524                    | 18,44      | 245              | 97205      | 97222        |
| Fonds-Saint-Denis           | 641                      | 24,28      | 26               | 97208      | 97250        |
| Le Carbet                   | 3.619                    | 36,00      | 101              | 97204      | 97221        |
| Le Morne-Rouge              | 4.469                    | 37,64      | 119              | 97218      | 97260        |
| Le Morne-Vert               | 1.748                    | 13,37      | 131              | 97233      | 97226        |
| Le Prêcheur                 | 1.463                    | 29,92      | 49               | 97219      | 97250        |
| Saint-Pierre                | 4.069                    | 38,72      | 105              | 97225      | 97250        |
| Arrondissement Saint-Pierre | 22.357                   | 210,26     | 106              | 9724       | –            |

## Kantone
Bis 2015 bestanden im Arrondissement Saint-Pierre die folgenden 5 Kantone:
- Le Carbet
- Case-Pilote-Bellefontaine
- Le Morne-Rouge
- Le Prêcheur
- Saint-Pierre